# Jan Wieliński
Jan Józef Wieliński (ur. 6 sierpnia 1946) – polski urzędnik państwowy i dyplomata, reprezentował Polskę w Zimbabwe (2000–2006).

## Życiorys
Jan Wieliński jest absolwentem szkoły dyplomatycznej. Studiował także prawo na Uniwersytecie Warszawskim. Ukończył studia podyplomowe w Polskim Instytucie Spraw Międzynarodowych i w SGPiS. Odbył staż w Międzynarodowym Trybunale Sprawiedliwości w Hadze.
Pracę w Ministerstwie Spraw Zagranicznych rozpoczął na początku lat 70. Przez większość kariery zajmował się kwestiami Afryki Subsaharyjskiej. Pełnił obowiązki na placówkach dyplomatycznych Polski w: Kenii (1977–1982), Liberii (1985–87), Nigerii (1990–1994). W 2000 zaczął kierować polską ambasadą w Harare jako chargé d’affaires. 27 kwietnia 2005, w związku z podniesieniem klasy placówki, został ambasadorem. Akredytowany był także na Zambię i Malawi. Zakończył urzędowanie 20 listopada 2006. W MSZ pracował do 2011.
Następnie założył firmę konsultingową doradzającą polskim przedsiębiorcom. Jest doradcą w Krajowej Izby Gospodarczej. Był przedstawicielem Polski w Grupie Roboczej Unii Europejskiej ds. Afryki.
Zna język suahili.